# Teleosaurus
Teleosaurus var ett släkte kräldjur som levde under hela jura och krita. Fossil från Teleosaurus har påträffats i Frankrike, Schweiz, Storbritannien och Kina.
Teleosaurus blev omkring tre meter lång. Den liknade en modern krokodil, men kroppen var smal och hade mycket långa, smala käkar med en mängd små vassa tänder. Den levde mestadels på fisk och bläckfisk.